# Hornitos
Hornitos – jednostka osadnicza w Stanach Zjednoczonych, w stanie Kalifornia, w hrabstwie Mariposa.